# Banca Privada d'Andorra
Banca Privada d'Andorra (BPA) fou una entitat bancària de capital 100% andorrà fundada l'any 1957. La seva activitat se centrava en la banca privada i estava present a sis països: Andorra, Espanya, Suïssa, Luxemburg, Panamà i Uruguai. Banca Privada d'Andorra va iniciar la seva activitat l'any 1958 sota la denominació de Banca Cassany. Fins a l'any 1994 va estar dintre del grup BNP, que escollia al seu director general. La caixa catalana Caixa de Catalunya (antiga caixa de la Diputació de Barcelona) va adquirir la Banca Cassany l'any 1994 i va canviar la seva denominació per Banca Privada d'Andorra, SA. BPA operava sota la regulació i la supervisió de l'Autoritat Financera Andorrana (AFA), autoritat del sistema financer andorrà que exerceix les seves funcions amb independència de l'Administració general. Banca Privada d'Andorra formava part de l'Associació de Bancs Andorrans (ABA), creada l'11 de novembre de 1960 que regula el sector bancari. Arran d'un escàndol internacional, el 2015 va ser intervinguda per l'Institut Nacional Andorrà de Finances (INAF).

## Història
Banca Privada d'Andorra va ser creada l'any 1957 sota la denominació de Banca Cassany i va iniciar la seva activitat l'any 1958. El 1993 Caixa Catalunya va entrar en l'accionariat de BPA i l'entitat va canviar la seva denominació a Banca Privada d'Andorra, SA. A partir del 2000, data en què Caixa Catalunya va sortir de l'accionariat de BPA, el banc va passar a estar controlat per capital 100% andorrà.
BPA va iniciar l'any 2003 un pla d'expansió internacional per consolidar la seva presència al món que l'ha portat a tenir presència a sis països. Com a part del pla de creixement de BPA a Espanya, BPA va adquirir el juliol de 2011 Banco de Madrid, entitat de banca privada fins aleshores propietat de la Kutxa (Caja de Ahorros de Guipúzcoa y San Sebastián) i es va convertir en la primera entitat andorrana a obtenir llicència bancària a Espanya. També l'any 2011 BPA va culminar la compra de la societat de valors Interdin S.A., novena en rànquing de societats per volum de negociació.
El procés d'expansió a Espanya va continuar l'any 2012, any en què BPA va aconseguir incrementar un 50% el volum de recursos gestionats gràcies a la compra de la gestora de patrimonis Nordkapp al Banco de Valencia. El gener del 2013, Banco Madrid, la filial espanyola de BPA, va anunciar l'adquisició de la gestora de patrimonis Liberbank Gestión i la formalització d'una aliança estratègica amb Liberbank per desenvolupar productes d'inversió col·lectiva en una única societat, Banco Madrid Gestión de Activos. Posteriorment, el novembre del 2013, Banco Madrid i BMN van assolir un acord en virtut del qual Banco Madrid va adquirir la gestora de Banco Mare Nostrum (BMN) i va passar a gestionar els fons d'inversió que es distribuïen en exclusiva a la xarxa comercial de BMN. Aquesta operació es va fer efectiva el març del 2014. Amb la incorporació de BMN gestión de activos, Banco Madrid va passar a situar-se entre les 15 primeres entitats per volum d'actius sota gestió en el rànquing de Inverco, com fons d'inversió i SICAV, amb més de 4.500 milions.

### Cas Pujol
Al mes de juliol del 2014 esclatava el cas d'un presumpte delicte de frau fiscal i blanqueig de diners que hauria estat comés per l'antic president de la Generalitat de Catalunya, Jordi Pujol, que suposadament tenia fins a 5 milions d'euros en bancs andorrans, un fet que els bancs implicats no van voler confirmar en un principi. Concretament estaven apuntats amb el dit Andbank i BPA. Segons declaracions del mateix president, aquest diner procedeix d'una herència que va rebre del seu pare, però que no va declarar. Tanmateix, la Fiscalia Anticorrupció de Barcelona decideix demanar més informació als bancs suïssos i andorrans. Poc temps després es descobreixen comptes a altres paradisos fiscals com Liechteinstein. Tot i que aquest país en concret decideix arxivar el cas perquè les acusacions de les quals era objecte no constituïen un delicte en dit territori. Les informacions que van sortint en diferents mitjans de comunicació indiquen que en realitat els diners suposats rebuts per part del seu pare eren comissions que el president passava amb bosses d'escombreries per la frontera andorrana, per després ingressar-les en bancs andorrans, concretament BPA. El govern d'Andorra va voler evitar que l'escàndol del cas Pujol pogués afectar el seu statu quo, de manera que va decidir no prodigar-se en declaracions públiques sobre l'assumpte i deixar l'afer Pujol en quarantena, circumscrit en el marc jurídic, com un fet que implica només els òrgans judicials andorrans i els de l'estat espanyol, però sense que hi hagi conseqüències polítiques. Al mateix temps, es podria posar en dubte la lleialtat de la banca andorrana (com a facilitadora per a la comissió de delictes fiscals per part de persones d'altres països) i la ineficàcia d'instruments de control com la Unitat d'Intel·ligència Financera (UIF) o la mateixa Llei contra el blanqueig que hi ha al Principat. Segons les informacions que va transcendir, la banca andorrana es va limitar a obrir una investigació interna sense que hagi posat el cas a mans de les autoritats competents. Tot plegat va sortir a la llum després que un empleat del BPA donés informació a la premsa espanyola sobre els comptes de l'expresident i els seus familiars, que també tenien comptes i empreses fictícies a paradisos fiscals. Altres fonts andorranes consultades per la premsa assenyalen que la versió publicada pel Diari d'Andorra, que cita sense mencionar-lo fonts del banc afectat per les filtracions -la Banca Privada d'Andorra (BPA), un dels principals anunciants del rotatiu- és considerada en alguns àmbits d'Andorra com "un invent" o "cortina de fum" al servei de l'entitat bancària per evitar responsabilitats en l'assumpte. El govern andorrà va decidir no pronunciar-se sobre el cas Pujol i les úniques informacions que han transcendit a través de la premsa andorrana és que l'enitat bancària afectada per la filtració havia obert una investigació interna. Ja cap a finals d'any, la premsa es feia ressò que el cap de gabinet de Mariano Rajoy, Jorge Moragas, va forçar la sortida a la llum del cas Pujol. En uns SMS que publicava eldiario.es, Moragas hauria convençut l'ex del fill de Jordi Pujol, Jordi Pujol Ferrusola, perquè declarés a la Policia que la família de l'expresident de la Generalitat portava diners a Andorra il·legalment, dient-li: "Si fessis una entrevista i ho expliquessis tot, salvaries Espanya". Moragas volia "salvar Espanya" i fer fracassar el procés d'independència de Catalunya. El govern espanyol, així com l'andorrà, eren coneixedors de les bosses de plàstic i haurien pactat oralment no dir res. L'ex-cap de govern, Marc Forné, va contradir aquestes informacions, procedents d'un ex-tinent de la Guàrdia Civil Espanyola que operava a la frontera andorrana. El PP hauria esperat que el procés s'iniciés per fer esclatar l'escàndol.

### Crisi del 2015
Al mes de març del 2015 el Departament del Tresor dels EUA comunicava mitjançant una nota que col·locava BPA en la categoria de "preocupació de primer ordre en matèria de blanqueig de capital". L'ens acusava tres “alts executius” del BPA de facilitar, a canvi de suborns i comissions, operacions vinculades a l'activitat de grups criminals, especialment de Rússia i la Xina. En concret s'acusava que "durant anys, alts càrrecs de BPA han facilitat, essent-ne coneixedors, transaccions en nom d'emblanquidors de capital que actuaven per a organitzacions criminals transnacionals", entre les quals la d'Andrei Petrov, un emblanquidor de diners que treballava per "organitzacions criminals russes implicades en corrupció", i que va ser arrestat l'any 2013. També s'apuntava cobraments de comissions relacionades amb el "desviament de fons" de la companyia estatal Petrolis de Veneçuela (PDVSA). El Banco Madrid va ser poc després intervingut pel Banc d'Espanya qui va llençar un concurs de creditors, no garantint el dipòsit als seus clients. El govern de Panamà, per la seva banda, intervenia la filial de BPA en aquell país. L'INAF (Institut Nacional Andorrà de Finances, l'equivalent al Banc Central Espanyol) va haver d'intervenir BPA, compareixent en roda de premsa perquè ningú posés en dubte la plaça financera andorrana, es garantís transparència, mantenir el funcionament normal del banc i comunicar que l'entitat banquera andorrana podia garantir la seva solvència. El cap de govern també va sortir en una roda de premsa en què no va acceptar preguntes per tranquil·litzar davant l'alarma que va crear l'informe. Tanmateix, i malgrat la intervenció directa del govern d'Andorra, els clients (ciutadans del país) van començar a retirar els diners dels caixers, repetint-se els mateixos escenaris ja produït en altres països com Xipre. Un fet del tot insòlit dins de la història d'Andorra. El govern d'Andorra va passar a comunicar que no calia alarmar-se per la retirada de diners, a bloquejar la retirada per setmana a 2500 euros. Standard&Poor's va rebaixar un grau la qualificació d'Andorra que va passar de BBB+ a BBB i cal remarcar que durant la legislatura, assumida per Antoni Martí, la notació va passar d'AAA a BBB+. El banc també va veure rebaixada la seva notació. Una notícia que es coneixia al mateix temps que la banca andorrana estudiava absorbir BPA i que el primer càrrec directiu era posat a disposició judicial amb cotxe de paisà. L'escàndol va tenir repercussions importantíssimes per al país atès que posava en entredit l'etiqueta que Andorra en teoria s'havia tret: la de paradís fiscal.

### Intervenció de l'AREB i adjudicació a Vall Banc
L'Agència Estatal de Resolució d’Entitats Bancàries (AREB) va adjudicar a Vall Banc els actius de la BPA, de manera que durant els següents anys van anar sent traspassats progressivament. També Morabanc havia pujat per aquesta adjudicació.

## Estructura organitzativa
El darrer Consell d'Administració de BPA estava compost per: 
- Higini Cierco Noguer. President
- Ramon Cierco Noguer. President
- Joan Pau Miquel Prats. Conseller delegat
- Frederic Borràs Pàmies. Conseller
- Ricard Climent Meca. Conseller
- Bonaventura Riberaygua Sasplugas. Conseller
- Rosa Castellón Sánchez. Secretària

## Filials
BPA desenvolupava la seva activitat de banca privada mitjançant una sèrie de societats filials repartides arreu de sis països: 
- A Andorra: Banca Privada d'Andorra, S.A.
- A Espanya: Banco Madrid, S.A. BMGA SGIIC, S.A.U, Interdin S.V.B.
- A Suïssa: BPA-IPWM S.A.
- A Luxemburg: BPA Financing S.àr.l.
- A Panamà: Banca Privada d'Andorra (Panamá), S.A., BPA Valores S.A.
- A Uruguai: Noswey, S.A.

## Gestió de Patrimonis
A tancament del 2013, el Grup BPA presentava un volum total d'actius sota gestió de 7.074 milions d'euros, dels quals 3.660 milions es corresponien a l'activitat en el mercat espanyol mitjançant la filial Banco de Madrid.
El Grup BPA ha obtingut reconeixements internacionals diversos per la seva activitat en l'àrea de gestió de patrimonis. El 2011 Citywire va qualificar els gestors del fons BPA International Selection Fund Dolphin Equities amb el ràting A. Aquesta mateixa publicació va qualificar el 2012 el gestor del fons BPA Fondo Ibérico Acciones FI amb el ràting A, qualificació que va ser revalidada el gener del 2013. Així mateix, va ser qualificat com el millor fons en renda variable nacional el 2010 i el millor fons de la seva categoria a 3 anys (2010-2012) segons Bloomberg i Inverco, respectivament. BPA Ibérico Acciones, gestionat per Banco Madrid i que el març del 2013 va passar a denominar-se Banco Madrid Ibérico Acciones, va obtenir el 2012 les quatres estrelles de Morningstar, amb les que va assolir la categoria de bronze atorgada per aquesta firma d'anàlisi. Un dels fons d'inversió comercialitzats més recentment, Banco Madrid SICAV Selección, ha estat qualificat com el número 1 de 25 de la seva categoria segons el rànquing d'Expansión (gener del 2014). Altres fons que han obtingut reconeixements són Banco Madrid Ahorro amb cinc estrelles Morningstar (Rating 3Yr) i Banco Madrid Mundial (quatre estrelles Morningstar).
Banco Madrid, la filial del grup BPA a Espanya, va ser anomenada el 2013 la Millor Entitat de Banca Privada a Espanya per la publicació econòmica Capital. A més a més, el fons Banco Madrid Renta Fija va ser conegut per Inverco com el millor fons espanyol de renda fixa europea el període 2011-2013, i el desembre del 2013 va ser distingit amb la màxima qualificació de cinc estrelles del rànquing quantitatiu de Morningstar. Banco Madrid va guanyar el 2013 la competició de carteres de fons d'inversió d'Expansión i AllFunds, de manera que va rebre l'or a la millor cartera conservadora i la plata a la segona millor cartera agressiva.
En SICAV, la firma d'anàlisi VDOS va confirmar a Banco Madrid com a líder en rendibilitat en Espanya el 2012, amb sis societats entre les 15 més rendibles de l'any 2012. Segons les dades de VDOS, Banco Madrid va ser l'entitat amb major captació de patrimoni en SICAV el 2013, amb una captació neta de 269 milions d'euros. El març del 2014 Banco Madrid ocupava la posició 13 del rànquing de gestores per volum, amb 71 SICAV i un patrimoni proper als 700 milions d'euros. L'entitat se situa en el Top10 del rànquing d'Euromoney.

## Responsabilitat corporativa
El 2013 BPA va destinar el 21,02% dels seus beneficis a activitats relacionades amb la responsabilitat corporativa en l'àmbit econòmic, social i mediambiental. Les iniciatives d'àmbit social, que inclouen aspectes laborals, programes per a la comunitat, activitats esportives, representen el 94,54% dels recursos dedicats per BPA a la responsabilitat corporativa. El Grup va revalidar l'any 2013 la certificació d'Empresa Familiarment Responsable que atorga la Fundació Másfamilia, amb l'aval del Ministeri de Sanitat, Política Social i Igualtat espanyol.
BPA desenvolupava gran part de les seves activitats de responsabilitat corporativa a través de la Fundació Privada Banca Privada d'Andorra, entitat sense ànim de lucre que va néixer l'any 2008 amb l'objectiu d'afavorir projectes i serveis que representen una millora per als ciutadans, des del punt de vista assistencial, sociolaboral i mediambiental. La Fundació promovia projectes propis i altres en col·laboració amb associacions i entitats andorranes, i tenia com a actuacions prioritàries la integració de col·lectius vulnerables i la formació de professionals de l'àmbit social.